# 小行星6814
小行星6814（英語：6814 Steffl）是一颗围绕太阳公转的小行星。1979年6月25日，舒爾特·巴斯、埃莉諾·赫琳在赛丁泉山发现了此天体。
这颗小行星的绝对星等为100.6139728350301等。